# Sam Hecht
Sam Hecht (Londra, 1969) è un designer industriale inglese. Insieme a Kim Colin è il designer ufficiale dell'azienda giapponese Muji.
Sam Hecht e Kim Colin hanno fondato Industrial Facility nel 2002, uno studio di design con sede a Londra. Fra i clienti dello studio si possono citare la già citata Muji, Yamaha, LaCie, Epson, Magis, Lexon e Whirlpool.
Hecht ha studiato design industriale presso il Central Saint Martins College of Art and Design, ed ha ricevuto la laurea in design industriale presso il Royal College of Art di Londra. In precedenza Hecht ha lavorato per l'architetto David Chipperfield ed ha viaggiato negli Stati Uniti e in Giappone, prima di diventare capo del design di IDEO.
Per la propria attività, Sam Hecht ha ricevuto numerosi premi.